# Gral·làrids
Els gral·làrids (Grallariidae) són una família d'ocells de l'ordre dels passeriformes, pròpia de la zona neotropical.
Agrupa al voltant de 70 espècies en 5 gèneres, que habiten en una varietat d'ambients a l'Amèrica tropical (Neotròpic), però que assoleixen la seva màxima diversitat als Andes. Tradicionalment eren incloses a la família Formicariidae, però s'han separat com a resultat d'estudis filogenètics.

## Descripció
Els gral·làrids presenten una gamma impressionant de mides, variant des de 24 cm de longitud els més grossos: la xanca gegant (Grallaria gigantea) i la xanca grossa (Grallaria excelsa), a 10 cm algunes espècies de Grallaricula. Són ocells sense dimorfisme sexual, de colors generalment llis i uniforme, però de patrons atractius. Tots tenen potes desproporcionadament llargues en relació amb el cos rabassut i la cua. Són principalment terrestres, desplaçant-se fent salts o corretejant per terra, ocasionalment pujant una mica al sotabosc, però sempre difícils de ser vistos. Les vocalitzacions són sonores i distintives, que poden ser força atípiques per a un passeriforme, són les primeres a cridar l'atenció. Els nius d'unes poques espècies que han estat descrits, són en format de tassa o platerets, descuidadament construïts amb palets i fulles i aglomerats amb teranyines.

## Distribució
Es distribueixen per tot el Neotròpic, des del sud de Mèxic, a través d'Amèrica Central i del Sud, fins al nord d'Argentina i sud del Brasil. Tanmateix, assoleixen la màxima diversitat a la serralada dels Andes, on clarament se substitueixen altitudinalment les unes a les altres. En la mesura que s'ha facilitat l'accés a àrees remotes i els equips per a investigació aviària han evolucionat, s'han descrit noves espècies (i subespècies) de gral·làrids.

## Taxonomia
Tradicionalment, els gèneres d'aquesta família estaven inclosos a la família Formicariidae. Ja des de 1969, Lowery i O'Neill, amb base en característiques de plomatge, de l'esquelet i mesures morfomètriques van revisar la subfamília Grallarinae amb composició molt propera a l'actual, però incloent-hi el gènere Pittasoma. Estudis geneticomoleculars posteriors, com Irestedt et al (2002), Chesser (2004) i Rice (2005) van demostrar que els gèneres aquí inclosos formaven un llinatge monofilètic i que no estava agermanat amb Formicarius i Chamaeza. Amb l'exclusió del gènere Pittasoma de Formicariidae, i la seva inclusió a Conopophagidae, Grallaria, Grallaricula, Myrmothera i Hylopezus conformen un clade monofilètic ben definit i, com a tal, agrupat a la seva pròpia família Grallariidae. Aquestes revisions taxonòmiques van ser aprovades a la Proposta N° 235 al Comitè de Classificació de Sud-americà (SACC).
Aquest clade pot ser dividit en dos llinatges ben característics, el nombrós i complex Grallaria i les espècies de menor grandària dels altres tres gèneres.

### Cladogramaproposat per a l'infraordreTyrannides
D'acord amb la classificació proposada per Ohlson et al (2013), així s'ubica aquesta família:
|  | Melanopareiidae |
|  |                 |
|  | Conopophagidae  |
|  |                 |
|  | Thamnophilidae  |
|  |                 |

| Superfamília Furnarioidea | \| \| Grallariidae \| \| \| \| \| \| Rhinocryptidae \| \| \| \| \| \| Formicariidae \| \| \| \| \| \| Scleruridae \| \| \| \| \| \| Dendrocolaptidae \| \| \| \| \| \| Xenopidae \| \| \| \| \| \| Furnariidae \| \| \| \| |
|                           | \| \| Grallariidae \| \| \| \| \| \| Rhinocryptidae \| \| \| \| \| \| Formicariidae \| \| \| \| \| \| Scleruridae \| \| \| \| \| \| Dendrocolaptidae \| \| \| \| \| \| Xenopidae \| \| \| \| \| \| Furnariidae \| \| \| \| |
|                           | Grallariidae |
|                           | |
|                           | Rhinocryptidae |
|                           | |
|                           | Formicariidae |
|                           | |
|                           | Scleruridae |
|                           | |
|                           | Dendrocolaptidae |
|                           | |
|                           | Xenopidae |
|                           | |
|                           | Furnariidae |
|                           | |

|  | Grallariidae     |
|  |                  |
|  | Rhinocryptidae   |
|  |                  |
|  | Formicariidae    |
|  |                  |
|  | Scleruridae      |
|  |                  |
|  | Dendrocolaptidae |
|  |                  |
|  | Xenopidae        |
|  |                  |
|  | Furnariidae      |
|  |                  |

|  | Melanopareiidae |
|  |                 |
|  | Conopophagidae  |
|  |                 |
|  | Thamnophilidae  |
|  |                 |

| Superfamília Furnarioidea | \| \| Grallariidae \| \| \| \| \| \| Rhinocryptidae \| \| \| \| \| \| Formicariidae \| \| \| \| \| \| Scleruridae \| \| \| \| \| \| Dendrocolaptidae \| \| \| \| \| \| Xenopidae \| \| \| \| \| \| Furnariidae \| \| \| \| |
|                           | \| \| Grallariidae \| \| \| \| \| \| Rhinocryptidae \| \| \| \| \| \| Formicariidae \| \| \| \| \| \| Scleruridae \| \| \| \| \| \| Dendrocolaptidae \| \| \| \| \| \| Xenopidae \| \| \| \| \| \| Furnariidae \| \| \| \| |
|                           | Grallariidae |
|                           | |
|                           | Rhinocryptidae |
|                           | |
|                           | Formicariidae |
|                           | |
|                           | Scleruridae |
|                           | |
|                           | Dendrocolaptidae |
|                           | |
|                           | Xenopidae |
|                           | |
|                           | Furnariidae |
|                           | |

|  | Grallariidae     |
|  |                  |
|  | Rhinocryptidae   |
|  |                  |
|  | Formicariidae    |
|  |                  |
|  | Scleruridae      |
|  |                  |
|  | Dendrocolaptidae |
|  |                  |
|  | Xenopidae        |
|  |                  |
|  | Furnariidae      |
|  |                  |

|  | Melanopareiidae |
|  |                 |
|  | Conopophagidae  |
|  |                 |
|  | Thamnophilidae  |
|  |                 |

| Superfamília Furnarioidea | \| \| Grallariidae \| \| \| \| \| \| Rhinocryptidae \| \| \| \| \| \| Formicariidae \| \| \| \| \| \| Scleruridae \| \| \| \| \| \| Dendrocolaptidae \| \| \| \| \| \| Xenopidae \| \| \| \| \| \| Furnariidae \| \| \| \| |
|                           | \| \| Grallariidae \| \| \| \| \| \| Rhinocryptidae \| \| \| \| \| \| Formicariidae \| \| \| \| \| \| Scleruridae \| \| \| \| \| \| Dendrocolaptidae \| \| \| \| \| \| Xenopidae \| \| \| \| \| \| Furnariidae \| \| \| \| |
|                           | Grallariidae |
|                           | |
|                           | Rhinocryptidae |
|                           | |
|                           | Formicariidae |
|                           | |
|                           | Scleruridae |
|                           | |
|                           | Dendrocolaptidae |
|                           | |
|                           | Xenopidae |
|                           | |
|                           | Furnariidae |
|                           | |

|  | Grallariidae     |
|  |                  |
|  | Rhinocryptidae   |
|  |                  |
|  | Formicariidae    |
|  |                  |
|  | Scleruridae      |
|  |                  |
|  | Dendrocolaptidae |
|  |                  |
|  | Xenopidae        |
|  |                  |
|  | Furnariidae      |
|  |                  |

|  | Melanopareiidae |
|  |                 |
|  | Conopophagidae  |
|  |                 |
|  | Thamnophilidae  |
|  |                 |

| Superfamília Furnarioidea | \| \| Grallariidae \| \| \| \| \| \| Rhinocryptidae \| \| \| \| \| \| Formicariidae \| \| \| \| \| \| Scleruridae \| \| \| \| \| \| Dendrocolaptidae \| \| \| \| \| \| Xenopidae \| \| \| \| \| \| Furnariidae \| \| \| \| |
|                           | \| \| Grallariidae \| \| \| \| \| \| Rhinocryptidae \| \| \| \| \| \| Formicariidae \| \| \| \| \| \| Scleruridae \| \| \| \| \| \| Dendrocolaptidae \| \| \| \| \| \| Xenopidae \| \| \| \| \| \| Furnariidae \| \| \| \| |
|                           | Grallariidae |
|                           | |
|                           | Rhinocryptidae |
|                           | |
|                           | Formicariidae |
|                           | |
|                           | Scleruridae |
|                           | |
|                           | Dendrocolaptidae |
|                           | |
|                           | Xenopidae |
|                           | |
|                           | Furnariidae |
|                           | |

|  | Grallariidae     |
|  |                  |
|  | Rhinocryptidae   |
|  |                  |
|  | Formicariidae    |
|  |                  |
|  | Scleruridae      |
|  |                  |
|  | Dendrocolaptidae |
|  |                  |
|  | Xenopidae        |
|  |                  |
|  | Furnariidae      |
|  |                  |

### Cladograma proposat per a la família Grallariidae
El següent cladograma mostra la filogènia de la present família. Està basat en un ampli estudi genètic molecular dels suboscins de Michael Harvey i col·laboradors publicat el 2020.
|  | Cryptopezus                                                            |
|  |                                                                        |
|  | \| \| Grallaricula \| \| \| \| \| \| Hylopezus, Myrmothera \| \| \| \| |
|  |                                                                        |
|  | Grallaricula                                                           |
|  |                                                                        |
|  | Hylopezus, Myrmothera                                                  |
|  |                                                                        |

|  | Grallaricula          |
|  |                       |
|  | Hylopezus, Myrmothera |
|  |                       |

|  | Cryptopezus                                                            |
|  |                                                                        |
|  | \| \| Grallaricula \| \| \| \| \| \| Hylopezus, Myrmothera \| \| \| \| |
|  |                                                                        |
|  | Grallaricula                                                           |
|  |                                                                        |
|  | Hylopezus, Myrmothera                                                  |
|  |                                                                        |

|  | Grallaricula          |
|  |                       |
|  | Hylopezus, Myrmothera |
|  |                       |

Segons la classificació del Congrés Ornitològic Internacional (versió 14.2, 2024), la família està formada per 5 gèneres amb 70 espècies:
- Gènere Grallaria, amb 47 espècies.
- Gènere Hylopezus, amb 6 espècies.
- Gènere Myrmothera, amb 6 espècies.
- Gènere Grallaricula, amb 10 espècies.
- Gènere Cryptopezus amb 1 espècie (Cryptopezus nattereri).[nota 1][13][14]

### Nota taxonòmica
1. ↑  Un ampli estudi de filogènia molecular de Carneiro et al. (2019) de les xanques dels gèneres Hylopezus i Myrmothera va indicar que Hylopezus, com actualment definit, és parafilètic respecte a Myrmothera i a Grallaricula. Específicament, les espècies col·locades a Myrmothera, Hylopezus dives, Hylopezus fulviventris i Hylopezus berlepschi formen un clade ben suportat, que és germà d'un altre clade format per totes les espècies romanents de Hylopezus a excepció de Hylopezus nattereri, que és germana d'un clade que agrupa Myrmothera, Hylopezus i Grallaricula, representant el llinatge més divergent del complex. Aquesta divergència molecular es confirma per les diferents característiques morfològiques i de vocalització que ja eren conegudes. Com que aquestes divergències no permeten unir H. nattereri a cap altre gènere, i com que no hi havia cap altre gènere disponible, es va proposar un nou gènere Cryptopezus exclusiu per a aquest llinatge endèmic de la Mata Atlàntica. També es va proposar la transferència de H. fulviventris, H. dives i H. berlepschi per al gènere Myrmothera. El nou gènere va ser reconegut en la Proposta no 832 Part A al Comitè de Classificació de Sud-americà (SACC), i en l'apartat B també va aprovar la transferència de les tres espècies.